# Leonardo Pulcini
Leonardo Pulcini (Roma, 25 de junho de 1998) é um automobilista italiano. Ele foi campeão da Euroformula Open em 2016.

## Carreira

### Cartismo
Pulcini começou a competir profissionalmente no cartismo em 2012 e ficou em segundo no campeonato CIK-FIA KF Junior um ano depois.

### Fórmulas inferiores
Em 2014, Pulcini se formou em monopostos, competindo com a DAV Racing na temporada inaugural do Campeonato Italiano de Fórmula 4, onde terminou em quarto. Ele também participou de duas rodadas do Euroformula Open Championship daquele ano com a mesma equipe.
Em 2015, Pulcini disputou a Euroformula Open em tempo integral com a DAV Racing, conquistando sua primeira vitória na primeira corrida no Red Bull Ring e terminou em nono na classificação geral. Ele também participou da primeira rodada da 2015 Auto GP Series.
No ano seguinte, ele se mudou para a Campos Racing. Com a equipe, Pulcini conquistou sete vitórias, três poles e oito voltas mais rápidas para garantir o título da Euroformula Open.

### GP3 Series
Em novembro de 2016, foi anunciado que Pulcini se juntaria a equipe Campos Racing para os testes de pós-temporada da GP3 Series em Yas Marina. Em janeiro de 2017, o piloto foi contratado pela Arden International para a disputa da temporada de 2017. Para 2018, Pulcini retornou para a Campos Racing e terminou a temporada em quarto na classificação geral.

### Campeonato de Fórmula 3 da FIA
Em 2019, Pulcini foi contratado pela equipe Hitech Grand Prix para a disputa da temporada inaugural do Campeonato de Fórmula 3 da FIA.
Em 12 de agosto de 2020, a equipe Carlin Buzz Racing anunciou que Pulcini substituiria Ben Barnicoat a partir da sexta rodada do Campeonato de 2020. Porém, após disputar a rodada realizada em Barcelona, Pulcini foi substituído por David Schumacher a partir da sétima rodada.